# Beatrix Imre
Beatrix Imre z domu Kökény (ur. 12 marca 1969 w Budapeszcie) – była węgierska piłkarka ręczna, wielokrotna reprezentantka kraju.
W reprezentacji Węgier występowała w latach 1988–2000. 
Jej największym osiągnięciem były dwa medale igrzysk olimpijskich. W 1996 r. w Atlancie zdobyła brązowy medal, z kolei 2000 r. w Sydney medal srebrny.
Zdobyła również wicemistrzostwo Świata w 1995 r., a także mistrzostwo Europy w 2000 r. w Rumunii.
Trzykrotnie wybierana najlepszą piłkarką roku na Węgrzech (1989, 1991, 1995).
Jest żoną Gézy Imrego, utytułowanego węgierskiego szpadzisty.
Karierę zawodniczą zakończyła w 2001 r. w węgierskim Ferencvárosi TC.
Dwukrotnie odznaczona Orderem Zasługi Republiki Węgierskiej (1996, 2000).